# Law and Disorder
Law and Disorder é um filme de comédia policial britânico de 1940, dirigido por David MacDonald e estrelado por Barry K. Barnes, Diana Churchill, Austin Trevor, Alastair Sim e Edward Chapman. Um jovem advogado defende um número de criminosos insignificantes, acusados de sabotagem.